# Teófilo Toda
Teófilo Toda Nishimura (* 18. Juni 1936 in Huacho) ist ein ehemaliger peruanischer Radrennfahrer und nationaler Meister im Radsport.

## Sportliche Laufbahn
Toda war im Straßenradsport aktiv. Er war japanischer Abstammung und Teilnehmer der Olympischen Sommerspiele 1964 in Tokio. Toda belegte bei den Olympischen Sommerspielen 1964 im Straßenrennen den 84. Rang. Toda war der einzige Teilnehmer seines Landes in den olympischen Radsportwettbewerben. Das Nationale Olympische Komitee Perus wollte aus finanziellen Gründen keine Radsportler für Tokio nominieren. Auf Initiative der japanischen Gemeinschaft in Peru wurde eine Spendensammlung ins Leben gerufen, die Todas Start ermöglichte. Toda gewann mehrere nationale Titel im Radsport. 1965 trat er vom Radsport zurück.